# ウルトラマン クロニクルD
『ウルトラマン クロニクルD』は、2022年1月29日から6月25日までテレビ東京系列で毎週土曜 9:00 - 9:30（JST）にて放送された円谷プロダクション制作の特撮テレビドラマ。
ウルトラマンダイナおよびウルトラマントリガーの戦いを中心に、ウルトラ戦士たちの戦いについてメトロン星人マルゥルとマスコット小怪獣デバンをナビゲーターに迎えつつ振り返るという内容である。

## キャスト
- メトロン星人マルゥルの声 - M・A・O
- マスコット小怪獣デバンの声 - 松田利冴
- マナカケンゴ - 寺坂頼我 (8,9,21,22)
- ペガッサ星人ペガの声 - 潘めぐみ (10 - 16)
- 朝倉リク - 濱田龍臣 (14 - 16)
- ナツカワハルキ - 平野宏周 (17,18)

### スーツアクター
- 武田彩里
- 丸田聡美
- 岩田栄慶
- 石川真之介
- 竹内直子 (10 - 20)
- 湯原愛子 (10 - 16)

## スタッフ
- 監修 - 塚越隆行
- 企画 - 黒澤桂、古澤圭亮、春山ゆきお
- プロデューサー - 石井卓爾
- 構成 / 脚本 - 皐月彩
- 演出 - 中山剛平
- 映像監修 - 池田遼
- 音響効果 - 矢崎大貴
- ラインプロデューサー - 福田一博
- アシスタントプロデューサー - 古川貴裕
- 撮影 - 倉島健一、下村哲郎
- 制作協力 - ヌーベルアージュ、fps Progress
- 編集 - 岩田博之
- MA - 江島早紀
- 音楽協力 - テレビ東京ミュージック
- 製作 - 円谷プロダクション

## 主題歌
「君だけを守りたい」
アーティスト - ボイジャー / 作詞・作曲 - 高見沢俊彦 / 編曲 - 小西貴雄
『ウルトラマンダイナ』の前期エンディングテーマのカバー版。

## 放送日程
| 放送回       | 放送日         | サブタイトル                     | 放送エピソード | 備考                                                                                                   |
| ------------ | -------------- | -------------------------------- | --- | --- |
| 第1話        | 2022年 1月29日 | 出番だ！ウルトラマン             | 『ウルトラマンダイナ』#1 『劇場版 ウルトラマンタイガ ニュージェネクライマックス』 『ウルトラマンZ』#1 『ウルトラマントリガー NEW GENERATION TIGA』#1 | ニュージェネレーションヒーローズの紹介と、ゼット、トリガー、ダイナのデビュー戦を中心に解説する総集編。 |
| 第2話        | 2月05日        | タイプチェンジヒーロー           | 『ウルトラマンダイナ』#4,6,18 『劇場版 ウルトラマンX きたぞ！われらのウルトラマン』 『ウルトラマントリガー NEW GENERATION TIGA』#2,3                 | ティガ、ダイナ、トリガーのタイプチェンジを解説する総集編。                                             |
| 第3話        | 2月12日        | 帰ってきた！ハネジロー           | 『ウルトラマンダイナ 帰ってきたハネジロー』 | 『帰ってきたハネジロー』のダイジェスト放送。                                                           |
| 第4話        | 2月19日        | 親愛なる仲間たち                 | 『ウルトラマンダイナ』#11 『ウルトラマンジード』#1,24,25 『ウルトラマンZ』#2 『ウルトラマントリガー NEW GENERATION TIGA』#2,15,16                    | ウルトラマンたちと戦う仲間たちを解説する総集編。                                                       |
| 第5話        | 2月26日        | 悪？のウルトラマン               | 『ウルトラマンティガ』#44 『ウルトラマンティガ THE FINAL ODYSSEY』 『ウルトラマントリガー NEW GENERATION TIGA』#11,12,16,17                          | 闇の巨人や悪のウルトラマンを解説する総集編。                                                           |
| 第6話        | 3月05日        | 共に立ち向かうウルトラマン       | 『ウルトラマンサーガ』 『ウルトラマンZ』#7 『ウルトラマントリガー NEW GENERATION TIGA』#8                                                            | ウルトラマンたちの共闘を解説する総集編。                                                               |
| 第7話        | 3月12日        | それぞれの想い                   | 『ウルトラマントリガー NEW GENERATION TIGA』#4,5,6,7,9,10,13,20,21                                                                                   | 闇の巨人や怪獣たちの関係性を纏めた『トリガー』のダイジェスト放送。                                     |
| 第8話        | 3月19日        | 駆けつける救世主                 | 『ウルトラマンティガ』#49 『ウルトラマントリガー NEW GENERATION TIGA』#18,19                                                                         | ウルトラマントリガーやウルトラマンティガの応援に駆け付けた初代ウルトラマンやティガを解説する総集編。   |
| 第9話        | 3月26日        | 光と闇のその先へ                 | 『ウルトラマントリガー NEW GENERATION TIGA』#22 - 25                                                                                                 | ウルトラマントリガーの最終決戦を解説する総集編。                                                       |
| 第10話       | 4月02日        | 宇宙警備隊からの指令             | 『ウルトラギャラクシーファイト ニュージェネレーションヒーローズ』                                                                                    | 『ウルトラギャラクシーファイト』の分割放送。                                                           |
| 第11話       | 4月09日        | ニュージェネレーションヒーローズ | 『ウルトラギャラクシーファイト ニュージェネレーションヒーローズ』                                                                                    | 『ウルトラギャラクシーファイト』の分割放送。                                                           |
| 第12話       | 4月16日        | 新たなる試練                     | 『ウルトラギャラクシーファイト ニュージェネレーションヒーローズ』                                                                                    | 『ウルトラギャラクシーファイト』の分割放送。                                                           |
| 第12話       | 4月16日        | 新たなる試練                     | 『ウルトラギャラクシーファイト 大いなる陰謀』 | 『ウルトラギャラクシーファイト』の分割放送。                                                           |
| 第13話       | 4月23日        | 大いなる陰謀                     | | 『ウルトラギャラクシーファイト』の分割放送。                                                           |
| 第14話       | 4月30日        | 運命に導かれたウルトラマン       | | 『ウルトラギャラクシーファイト』の分割放送。                                                           |
| 第15話       | 5月07日        | ウルトラ戦士の絆                 | | 『ウルトラギャラクシーファイト』の分割放送。                                                           |
| 第16話       | 5月14日        | 燃え上れ！ 仲間と共に            | アブソリューティアンとの戦いを解説する総集編。 | |
| 第16話       | 5月14日        | 燃え上れ！ 仲間と共に            | アブソリューティアンとの戦いを解説する総集編。 | 『ウルトラギャラクシーファイト 大いなる陰謀』 『ウルトラマントリガー NEW GENERATION TIGA』#14,15       |
| 第17話       | 5月21日        | 解説！特空機                     | 『ウルトラマンZ』#3,4,12,22 - 25 『ウルトラマントリガー NEW GENERATION TIGA』#7                                                                      | 特空機を解説する総集編。                                                                               |
| 第18話       | 5月28日        | 教えて！メカ怪獣                 | 『ウルトラマンダイナ』#13,42 | メカ怪獣を解説する総集編。                                                                             |
| 第19話       | 6月04日        | ウルトラマンの正体は？           | 『ウルトラマンダイナ』#2,31,35,36 | ウルトラマンの正体を解説する総集編。                                                                   |
| 第20話       | 6月11日        | 君だけを守りたい                 | 『ウルトラマンダイナ』#49 - 51 | 『ダイナ』最終章のダイジェスト放送。                                                                   |
| 第21話       | 6月18日        | 受け継がれる光                   | 『ウルトラマンサーガ』 | 『サーガ』のダイジェスト放送（最終決戦後のダイナのその後）。                                           |
| 第22話（終） | 6月25日        | 立ちあがる光の勇者               | 『ウルトラマンサーガ』 | 『サーガ』のダイジェスト放送（最終決戦後のダイナのその後）。                                           |

## 放送局
| 放送期間                                           | 放送時間         | 放送局           | 対象地域       | 備考                                                |
| -------------------------------------------------- | ---------------- | ---------------- | -------------- | --------------------------------------------------- |
| 2022年1月29日 - 6月25日                            | 土曜 9:00 - 9:30 | テレビ東京       | 関東広域圏     | 製作局                                              |
|                                                    |                  | テレビ北海道     | 北海道         |                                                     |
|                                                    |                  | テレビ愛知       | 愛知県         |                                                     |
|                                                    |                  | テレビ大阪       | 大阪府         |                                                     |
|                                                    |                  | テレビせとうち   | 岡山県・香川県 |                                                     |
|                                                    |                  | TVQ九州放送      | 福岡県         |                                                     |
| 2022年2月12日 - 7月16日                            | 土曜 5:30 - 6:00 | 仙台放送         | 宮城県         |                                                     |
| 2022年2月12日 - 7月9日                             | 土曜 6:00 - 6:30 | 新潟放送         | 新潟県         |                                                     |
| 2022年2月20日 - 7月17日                            | 日曜 5:20 - 5:50 | 広島ホームテレビ | 広島県         | 第22話のみ日曜5:50 - 6:20で放送                     |
| 2022年2月27日                                      | 日曜 5:15 - 5:45 | 北日本放送       | 富山県         | タイトルを『ウルトラマン傑作選』として第1話のみ放送 |
| 2022年2月27日 - 7月24日                            | 日曜 5:20 - 5:50 | 長野朝日放送     | 長野県         |                                                     |
|                                                    | 日曜 5:45 - 6:15 | 静岡第一テレビ   | 静岡県         |                                                     |
| 2022年3月6日 - 8月7日                              | 日曜 6:15 - 6:45 | 琉球放送         | 沖縄県         |                                                     |
| 2022年3月13日 - 8月7日                             | 日曜 6:30 - 7:00 | 石川テレビ       | 石川県         |                                                     |
| 2022年3月19日 - 9月3日                             | 土曜 6:00 - 6:30 | テレビユー福島   | 福島県         |                                                     |
| 2022年3月27日 - 8月28日                            | 日曜 5:15 - 5:45 | 宮崎放送         | 宮崎県         |                                                     |
| 制作局と同時ネットの放送局はすべてテレビ東京系列。 |                  |                  |                |                                                     |

| 配信開始日    | 配信時間       | 配信サイト                                                                                      | 備考 |
| ------------- | -------------- | ----------------------------------------------------------------------------------------------- | ---- |
| 2022年1月29日 | 土曜 9:30 更新 | YouTube ULTRAMAN OFFICIAL by TSUBURAYA PROD. [ 注 2 ] Tver TSUBURAYA IMAGINATION ネットもテレ東 |      |